# Lukács László (barlangkutató)
Lukács László (becenevén Drúz) (1955. – 1982. december 28.) barlangkutató, hegymászó.

## A barlangkutató
1973-ban kezdett barlangokkal foglalkozni az FTSK Barlangkutató Szakosztály keretében. Először a Szemlő-hegyi-barlangban egy tíz napos föld alatti táborozáson vett részt. Eredményes feltáró munkát végzett számtalan barlangban, melyek közül kiemelkedik a Borz-karszt-barlangja, Büdös-lyuk, a Danca-barlang, a Diabáz-barlang (a barlang Szép-ágát fedezte fel), a Harmincnyolcas-barlang, az István-lápai-barlang, a Kopaszgally-oldali 2. sz. víznyelőbarlang, a Lujza-lyuka-zsomboly, a Meggyes-barlang, a Nászút-barlang, a Patkós-víznyelőbarlang, a Szabadság-barlang, a Szabó-pallagi-zsomboly és a Vízbe-verem új szakaszainak felderítése. 1975-ben és 1976-ban részt vett a Borókás-tebri 4. sz. víznyelőbarlang, 1976-ban a Borókás-tebri 2. sz. víznyelőbarlang kutatásában.
Nevéhez fűződik Ausztriában a Jubileum-barlang 475 méter mélységig való bejárása mellett több kisebb barlang feltárása és feltérképezése. Részt vett Svájcban egy egy hetes földalatti táborban, amikor a Höllochban új járatokat ismertek meg és térképeztek fel. 1978-ban szórvány őslénytani leleteket gyűjtött a Miki kuki-zsombolyból, a Komjáti Jég-zsombolyból, a Lófüle-zsombolyból és az Éves-zsombolyból (ezek holocén maradványoknak bizonyultak). 1979-ben szintén foglalkozott csontok gyűjtésével, amik szintén holocének voltak. Ezeket a Lyukas-gerinci-zsombolyban, a Három-kúti-víznyelőben, a Kis-kőháti-zsombolyban és a Szeleta-zsombolyban találta.
A barlangjárás technikájának nemzetközileg elismert képviselője volt, új technikai eszközöket kísérletezett ki. Vezetője volt a Magyar Karszt- és Barlangkutató Társulat Műszaki Bizottságának, de aktívan részt vett az MTSZ Barlangtúra Bizottság és a Barlangi Mentőszolgálat tevékenységében is. Szívesen oktatott, s jegyzetet készített a barlangkutatók technikai képzése érdekében. 1982-ben magánkiadásban jelentette meg a „Barlangjárás” című könyvét (118 old.).

## A hegymászó
Szívesen járt a magasabb hegyekben is. Feljutott az Elbrusz keleti és nyugati csúcsára, megmászta a Nagy-Kogutájt, a Gumacsit, a Via-Taut, s a Kazbeket a direkt útvonalon, Mongóliában a Szuhebator, Hovd- és a Dimitrov-csúcsot. Egy tátrai téli túra során a Gerlachfalvi-csúcs déli gerincéről visszatérőben Szép Tímeával (1961 (vagy 1965)–1982) és féltestvérével, Vidics Zoltánnal (1961 (vagy 1967)–1982) együtt szenvedett halálos lavinabalesetet.